# Bureau de l'écran des Noirs
Le Bureau de l'écran des Noirs (anglais : Black Screen Office) soutient les communautés noires au Canada travaillant dans les industries de l'écran du Canada pour bâtir leur carrière, renforcer leurs réseaux et partager leurs histoires. Le lancement du bureau est né d'une lettre par des cinéastes demandant une rencontre avec Steven Guilbeault, ministre du Patrimoine canadien, pour discuter de la manière dont ils peuvent travailler ensemble pour éliminer le racisme anti-Noir dans les industries de l'écran au Canada. Le 3 mai 2021, le bureau annonce une consultation nationale,.